# ناگی آژیت
ناگی آژیت  (به انگلیسی: Nagyagite) با فرمول شیمیایی Au (PbSbFe)8 (TeS)11 از مجموعه کانی هاست و کانی مشابه آن تترادیمیت است که از نظر اثر خط و آزمایش روی سرب (Pb) از آن متمایز می‌گردد. از ژیزمان Nagyag در رومانی گرفته شده‌است. بی ثبات - قابلیت ذوب کم - محلول در اسید نیتریک - با آب شسته می‌شود برای اولین بار در رومانی کشف شد و از نظر شکل بلور: پهن و کوتاه - ماکله، رنگ: خاکستری فولادی تیره، شفافیت: کدر(اپاک)، جلا: فلزی، رخ: کامل - مطابق باسطح، سیستم تبلور: تری کلینیک و در رده‌بندی سولفور است و منشأ تشکیل آن هیدروترمال است.
همایند کانی‌شناسی (پارانژ) آن تترادیمیت- طلا- کریزیت- آلتائیت و غیره است
کاربرد آن: کانسار طلا، از نظر ژیزمان کمیاب فلسی - دانه‌ای - قابل انعطاف کمیاب است و بیشتر در رومانی و آمریکا یافت می‌شود.